# Atentado del centro comercial Andino
El atentado del centro comercial Andino fue un atentado terrorista que tuvo lugar el 17 de junio de 2017, en la víspera del Día del Padre, alrededor de las 5:00 p m. en el Centro comercial Andino de Bogotá, Colombia. Un artefacto explosivo fue colocado en el baño de mujeres del segundo piso, el cual dejó tres mujeres muertas, una de ellas de nacionalidad francesa, y nueve heridas. Al día siguiente, una multitud acudió al lugar para dejar ofrendas florales y velas encendidas como homenaje a las víctimas.
Las autoridades activaron los planes de control de emergencia, las mujeres heridas fueron llevadas a la Clínica del Country donde fueros valoradas; algunas dadas de alta y otras permanecían allí por sus heridas. La mujer de origen francés falleció en el lugar de la explosión y las dos mujeres colombianas fallecieron por sus graves heridas en la misma clínica. En ese instante, había una gran aglomeración de clientes en el centro comercial debido a que hacían sus compras para el Día del Padre. Cuando se percataron de la explosión, el personal de seguridad del centro comercial hizo evacuar las instalaciones para verificar que no hubiera más artefactos en el lugar. El periodista e investigador Pirry, quien estuvo en el centro comercial, fue testigo del ataque terrorista.
Las hipótesis dadas por las autoridades afirman que podría ser el Clan del Golfo, el ELN o su supuesto grupo disidente Movimiento Revolucionario del Pueblo (MRP). Finalmente, la Fiscalía General de la Nación, a través de su titular Néstor Humberto Martínez, le atribuyó al MRP el atentado luego de las pesquisas hechas en Bogotá y El Espinal (Tolima), donde tomaron en cuenta las similitudes de las bombas colocadas por el MRP con el explosivo del centro comercial, dando como resultado la captura de 10 personas supuestamente integrantes de este movimiento político-insurgente pese a que este, en un comunicado dado a la opinión pública, negó su participación en el atentado, rechazando los señalamientos hacia ellos y los actos contra personas inocentes. La Fiscalía emitió en julio de 2017 una nueva orden de captura, con circular azul de la INTERPOL, contra Violeta Arango Ramírez, alias Violeta, supuesta cabecilla del MRP, vinculada también al atentado terrorista. En junio de 2022 alias Violeta es capturada, junto a otros miembros del ELN, grupo insurgente a donde se había ido a refugiarse luego de su orden de captura, en zona rural de Morales, Sur de Bolívar.

## Reacciones
- Colombia: Desde el centro comercial, el presidente Juan Manuel Santos declaró: «No permitiremos que el terrorismo nos asuste. Los bogotanos deben sentirse seguros y protegidos. No bajaremos la guardia pero no debemos entrar en pánico. Eso es lo que los terroristas quieren.»[13]
- Ejército de Liberación Nacional: El grupo marxista de Ejército de Liberación Nacional (ELN) rechazó los ataques por Twitter.[13]
- Organización de las Naciones Unidas Las Naciones Unidas condenó el ataque «en los términos más enérgicos», señalando en un comunicado: «Las Naciones Unidas en Colombia lamentan y repudian este acto de violencia y reiteran que el terrorismo en todas sus formas y manifestaciones constituye una amenaza para la paz y la seguridad».[14]
- FARC-EP (Grupo Desmovilizado) Fuerzas Armadas Revolucionarias de Colombia : Las Fuerzas Armadas Revolucionarias de Colombia – Ejército del Pueblo (FARC-EP), por medio de una declaración en su  Página electrónica y Twitter, lamentaron profundamente y rechazaron el ataque ocurrido en el Centro Comercial Andino de la ciudad de Bogotá, que quitó vidas e hirió a personas inocentes. Además, condenaron estos hechos.[15][16]
- Movimiento Revolucionario del Pueblo (MRP): Por medio de un comunicado, los integrantes del autodenominado Movimiento Revolucionario del Pueblo (MRP) rechazaron el atentado terrorista que se produjo en el Centro Comercial Andino en el norte de Bogotá: «Repudiamos profundamente ese acto criminal contra personas inocentes, así como rechazamos que se nos quiera vincular a un acto de barbarie, ajeno a nuestras ideas y acciones».[17][18][19] En otro presunto comunicado, el MRP niega que las personas capturadas por la Fiscalía tengan relación alguna con el grupo, calificando los arrestos como un "falso positivo" (haciendo referencia a los casos de falsos positivos en el gobierno de Álvaro Uribe Vélez), ratificando además su rechazo al atentado que cobró la vida de personas inocentes.[20]

## Víctimas
| Nombre                  | Edad    | Nacionalidad | Profesión                                                                   |
| ----------------------- | ------- | ------------ | --------------------------------------------------------------------------- |
| Lady Paola Jaime Ovalle | 31 años | Colombia     | Recién graduada de administración de empresas                               |
| Ana María Gutiérrez     | 41 años | Colombia     | Administradora de empresa                                                   |
| Julie Huynh             | 23 años | Francia      | Estudiante y voluntaria en un colegio del sur de Bogotá y de una fundación. |

## Investigación
La Fiscalía General de la Nación, a través de su titular Néstor Humberto Martínez, atribuye al MRP el atentado terrorista en el Centro comercial Andino ocurrido el 17 de junio de 2017, donde fallecieron tres mujeres, una de ellas de nacionalidad francesa, y otras nueve resultaron heridas. Las pesquisas llevadas a cabo por el ente acusador en Bogotá y El Espinal (Tolima), donde tomaron en cuenta las similitudes de las bombas colocadas por el MRP con el explosivo del centro comercial, dieron como resultado la captura de 10 personas supuestamente integrantes de este movimiento político-insurgente pese a que este, en un comunicado dado a la opinión pública, negó su participación en el atentado, rechazando los señalamientos hacia ellos y los actos contra personas inocentes.
En otro presunto comunicado, el MRP niega que las personas capturadas tengan relación alguna con el grupo, calificando las acciones de la Fiscalía como un «falso positivo» (haciendo referencia a los casos de falsos positivos en el gobierno de Álvaro Uribe Vélez), ratificando además su rechazo al atentado que cobró la vida de personas inocentes. Aun así, la Fiscalía General de la Nación emitió en julio de 2017 una nueva orden de captura, con circular azul de la INTERPOL, contra Violeta Arango Martínez, alias Violeta, supuesta cabecilla del MRP y vinculada al atentado del centro comercial; acusaciones negadas por la implicada quien, en una carta dirigida a la opinión pública en redes sociales, manifestó haber tenido que autoexiliarse (escapar) fuera del país debido al escarnio público a la que fue sometida por parte de las autoridades y los medios de comunicación, a quienes acusa de haberle destruido su «vida» y «honra» en Colombia. En junio del mismo año, la periodista Andrea Aldana entrevisto a "Ramón" un miembro del MRP, el cual profundiza en las motivaciones, ideología y otros aspectos del MRP, sobre todo la negación del grupo en el atentado. En el siguiente comunicado, el grupo habla de su escepticismo hacía el acuerdo de paz entre las FARC y el gobierno colombiano. En agosto de 2017, el MRP lanza un comunicado en el que responda a la publicación de algunos artículos de la revista Semana donde mencionaban algunos puntos en los que dicha revista los señalaba de ser los autores del atentado, además de acusarlos de tergiversar su manera de actuar e ideología.
El 27 de junio del 2018 (más de un año después del atentado) ordenaron la prórroga de la orden de captura contra alias Violeta, expidiéndose con el fin de encontrarla y ubicarla mediante una búsqueda para un proceso de extradición en caso de se haya refugiado en otro país. El grupo en 2018 siguió emitiendo comunicados en lo que acusa al gobierno colombiano de realizar una persecución incesante contra Violeta. Según información de inteligencia, alias Violeta habría ingresado a ser parte del Frente Darío Ramírez Castro del Ejército de Liberación Nacional (ELN), haciéndose conocer como "Tatiana" y teniendo como objetivo salir de Colombia para ingresar a Venezuela. En junio de 2022 alias Violeta es capturada, junto a otros miembros insurgentes del ELN, en zona rural de Morales, Sur de Bolívar.